# Мельникова, Валентина Николаевна
Валентина Николаевна Мельникова — советский хозяйственный и государственный деятель, лауреат Государственной премии СССР за выдающиеся достижения в труде.

## Биография
Родилась в 1937 году в Калаче-на-Дону. Член КПСС.
В 1955—1959 — лаборант-анализатор, в 1959—1975 — мастер-сыродел, мастер-маслодел, в 1975—1992 — старший мастер-маслодел Калачёвского сыродельного завода Министерства мясной и молочной промышленности РСФСР.
Лауреат премии Ленинского комсомола.
За большой личный вклад в дело повышения культуры и качества обслуживания населения была в составе коллектива удостоена Государственной премии СССР за выдающиеся достижения в труде 1983 года.
Делегат XXVII съезда КПСС.
Почетный гражданин Калачёвского района.
Жила в Калаче.

## Награды
- Орден Ленина
- Орден Трудового Красного Знамени